# Palau Community College
El Palau Community College (equivalent en català a Col·legi Comunitari de Palau) és l'única institució d'educació superior que existeix a la República de Palau. És un ens independent acreditat per l'Associació Occidental d'Escoles i Col·legis i que ofereix títols especialitzats i graus d'associat.
Els estudiants que s'hi graduen poden obtenir títols universitaris i una especialitat en diversos àmbits del coneixement. L'educació obligatòria a Palau és d'un total de dotze anys d'Educació primària i després de Batxillerat, per bé que molts alumnes que cursen el batxillerat passen després al Community College. S'hi ofereixen també classes de japonès.

## Història

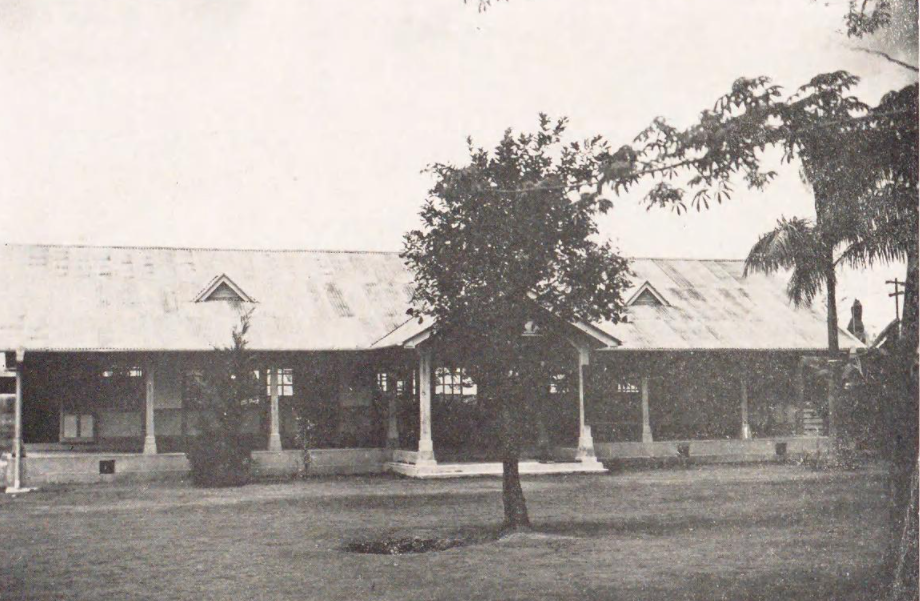
Escola professional i tècnica cap al 1932.

El Palau Community College, juntament amb el Col·legi de les Illes Marshall i el Col·legi de la Micronèsia-FSM, ofereix programes de subvencions als estats de la Micronèsia. Es diu que el Community College es va fundar com a escola vocacional i tècnica l'any 1927, quan Palau estava encara sota l'ocupació japonesa.
Durant la dècada del 1980, el Congrés dels Estats Units d'Amèrica va designar el Col·legi de la Micronèsia com a institució formativa de referència en l'extint Territori en Fideïcomís de les Illes del Pacífic. L'acord va ser prorrogat posteriorment pels tres governs de la Micronèsia, inclòs el de Govern de Palau. El 19 de març de 1993, amb la independència de la nació palauiana, la Llei d'Educació Superior de Palau va convertir el col·legi en una institució independent i amb un consell de govern propi. Abans d'això, la universitat era coneguda com a Col·legi d'Ocupació de la Micronèsia. El 2 d'abril de 1993 es va convertir oficialment en l'actual Col·legi Comunitari de Palau.

## Graus i titulacions
- Ciències Agrícoles
- Aire condicionat i refrigeració
- Tecnologia de mecànica automotriu
- Comptabilitat comercial
- Administració d'empreses
- Justícia Penal
- Salut pública i comunitària
- Tecnologia de la construcció
- Educació
- Tecnologia elèctrica
- Ciències ambientals / marines
- Tecnologia d'electrònica general
- Tecnologia de la Informació
- Serveis de biblioteca i informació
- Programa d'infermeria
- Administració d'oficina
- Estudis de Palau
- Tecnologia marina de motors petits i forabord
- Programa de Turisme i Hostaleria
- Programa d'arts liberals
- Disciplines STEM